# Віллюм Тор Віллюмссон
Віллюм Тор Віллюмссон (ісл. Willum Þór Willumsson; нар. 23 жовтня 1998, Рейк'явік, Ісландія) — ісландський футболіст, півзахисник нідерландського клубу «Гоу Егед Іглз» та збірної Ісландії.

## Клубна кар'єра
Вихованець клубу «Брєйдаблік». Дебютував у чемпіонаті Ісландії 1 жовтня 2016 року, вийшовши на поле наприкінці матчу проти «Фелніра» (0:3). У сезоні 2016 років більше не виходив на поле, у 2017 році зіграв у 8 матчах ліги. У сезоні 2018 році закріпився в основному складі «Брєйдабліка» та допоміг команді завоювати срібні медалі чемпіонату.
У лютому 2019 року підписав контракт з білоруським БАТЕ. З командою став володарем Кубка Білорусі у 2020 і 2021 роках, та суперкубка країни у 2022 році.
У липні 2022 року перейшов у нідерландський «Гоу Егед Іглз», підписавши з клубом дворічний контракт. Дебютував за клуб 7 серпня 2022 року в матчі проти АЗ. Дебютний гол за клуб забив 1 жовтня 2022 року в матчі проти амстердамського «Аякса». Футболіст одразу ж зміг закріпитися в основній команді клубу, став одним із лідерів і за підсумком сезону став найкращим бомбардиром клубу з 9 забитими голами.

## Кар'єра в збірній
Виступав за юнацькі та молодіжні збірні Ісландії. 15 січня 2019 року дебютував у збірній Ісландії, вийшовши на поле на 69-й хвилині товариського матчу проти Естонії (0:0).

## Особисте життя
Віллюм — син Віллюма Тор Торссона, колишнього футболіста та тренера, а нині депутата парламенту Ісландії.

## Досягнення
- Урвалсдейлд
  -  Срібний призер (1): 2018

- Кубок Ісландії
  -  Фіналіст (1): 2018

- Кубок Білорусі
  -  Володар (2): 2020, 2021

- Суперкубок Білорусі
  -  Володар (1): 2022